# نابوپولاسار
نابوپولاسار یا نَبوپولاسار (به اکدی: Nabû-apal-uṣur) (زادهٔ پیرامون ۶۵۸ پیش از میلاد- مرگ ۶۰۵) بنیانگذار و اولین پادشاه امپراتوری بابلی نو بود که از زمان تاجگذاری خود به عنوان پادشاه بابل در سال ۶۲۶ پیش از میلاد تا مرگش در ۶۰۵ پیش از میلاد سلطنت کرد. وی نقشی کلیدی در سرنگونی امپراتوری آشور پس از مرگ امپراتور نیرومند آن، آشوربانیپال بازی ‌کرد.

## دوران سلطنت
نابوپولاسار توانست پس از ۲۰۰ سال بابل را از قید آشوریان رهایی بخشد و در پی شورشی، خود به پادشاهی بابل رسد. در ۶۱۲ پیش از میلاد او و سپاهیانش به نیروهای پادشاهی ماد پیوستند و در نبرد نینوا آشوریان شکست خوردند و نینوا تاراج شد. نیروهای متحد در ۶۰۵ پ. م نیز بازمانده‌های سپاه آشور و متحدان مصری آنان را طی نبرد کرکمیش در کارکمیش از میان بردند. او پیشتر در ۶۰۷ پیش از میلاد شهر حران را نیز از نیروهای آشوری گرفته بود.

## تقابل با فراعنه
نابوپولاسار همچنین از ۶۱۰ پیش از میلاد تا زمان مرگش با مصر درگیر بود. اندکی پیش از مرگش نبوکدنصر دوم پسرش، با نخو دوم، فرعون مصر وارد جنگ شده بود.
نام نابوپولاسار در شکل اصلی خود «نابو-اَپَل-اُظُر» بوده و معنی آن این است:
«نابو فرزند را نگاه داراد.» نبو نام یکی از ایزدها است. منظور از فرزند در اینجا ولیعهد است، و واژه اظر، به معنی نگاه و حفاظت، با واژه عربی نظر هم‌ریشه است.